# Unterrauchenödt
Unterrauchenödt  ist ein Ort im Mühlviertel in Oberösterreich, und 
Ortschaft der Gemeinden Lasberg und Grünbach im Bezirk Freistadt.

## Geographie
Unterrauchenödt liegt etwa 4½ Kilometer östlich von Freistadt im Talungsraum der Feldaist, etwa zwischen Lasberg im Süden und Grünbach im Norden, an der B38 Böhmerwald Straße, auf Höhen um 750 m ü. A.
Die beiden Ortschaften umfassen nur knapp 10 Gebäude mit etwa 30 Einwohnern.
Zum Ortschaftsgebiet gehören die Einzellagen Nadelhöf in Lasberg, sowie Pischinger, Schwaighofer, Zimmerhofer in Grünbach.
Das Gebiet wird schon zum Freiwald gerechnet, der sich Richtung Waldviertel und Böhmen hinaufzieht (Raumeinheit Freiwald und Weinsberger Wald). Die Straße steigt hier über Oberrauchenödt relativ steil hinauf zur Hochfläche des Weinsbergholzes.
Direkt am Ort beginnt der Zelletauer Bach zur Feldaist in Freistadt, und der Graben des Keferbachs, einem kleinen Nebengewässer der Feistritz bei St. Oswald (der Bach ist hier noch intermittierend).
Nachbarortschaften
| Grünbach (Gem.)        | Heinrichschlag (Gem. Grünbach)              |                                |
| Schlag (Gem. Grünbach) | Kompassrose, die auf Nachbargemeinden zeigt | Oberrauchenödt (Gem. Grünbach) |
|                        | Etzelsdorf (Gem. Lasberg u. St. Oswald)     |                                |

## Geschichte
Der Name „Rauchenödt“ wurde erstmals im Jahr 1286 erwähnt. Der Name bedeutet ‚rauhe Einöde‘, die -öd/et-Namen zeigen eine Wiederbesiedlung in der zweiten Rodungsphase des Hochmittelalters (11.–15. Jahrhundert), die auch in den vielen -schlag-Rodungsnamen der Gegend repräsentiert ist.
Die ehemaligen Gemeinde Rauchenödt entstand 1850 und kam 1874 zur Ortsgemeinde Grünbach. Die amtliche Unterscheidung in Unterrauchenödt und Oberrauchenödt stammt aus dem 19. Jahrhundert.